# Bitwa pod Osuchami
Bitwa pod Osuchami (bitwa nad Sopotem) – drugie po Porytowym Wzgórzu najważniejsze starcie bitwy w Lasach Janowskich i Puszczy Solskiej – największej bitwy partyzanckiej na ziemiach polskich podczas II wojny światowej.
Odbyła się w lasach Puszczy Solskiej i była punktem kulminacyjnym niemieckiej akcji przeciwpartyzanckiej Sturmwind II.

## Przeciwnicy

### Strona niemiecka
- 154 Dywizja Rezerwowa
- 174 Dywizja Rezerwowa
- 213 Dywizja Ochrony
- 4 Flota Powietrzna
- 115 Pułk Strzelców Krajowych
- 4 Armia Pancerna

### Strona polska
- Armia Krajowa
  - oddział pod dowództwem por. Konrada Bartoszewskiego ps. „Wir”, właściwa nazwa Kurs Młodszych Dowódców Piechoty Obwodu AK Biłgoraj
  - oddział pod dowództwem por. Adama Haniewicza ps. „Woyna”, właściwa nazwa 1 Kompania Sztabowa Inspektoratu Zamojskiego AK
  - oddział pod dowództwem por. Józefa Steglińskiego ps. „Cord” (dowódca Rejonu AK Biłgoraj)
  - oddział pod dowództwem por. Jana Kryka ps. „Topola”
  - załoga Szpitala Leśnego Obwodu AK Biłgoraj „665”, dowódca por. lek. Lucjan Kopeć ps. „Radwan”
- Bataliony Chłopskie
  - część I Batalionu Hrubieszowskiego pod dowództwem mjr. Stanisława Basaja ps. „Ryś” (w bitwie nie brał udziału, znajdował się poza okrążeniem) dowództwo przejął plut. Warchał Antoni ps. „Szczerba”
  - oddział pod dowództwem por. Jana Kędry ps. „Błyskawica”
  - oddział pod dowództwem por. Antoniego Wróbla ps. „Burza”
  - oddział pod dowództwem por. Józefa Mazura ps. „Skrzypik”

W skład zgrupowania partyzanckiego wchodziły także oddziały Armii Ludowej i partyzantki radzieckiej, jednak zdołały one wyjść z okrążonej Puszczy Solskiej, zanim siły AK i BCh udały się pod Osuchy (AL-owcy przebili się nocą z 21 na 22 czerwca wracając w rejon Lasów Janowskich, Sowieci zaś w nocy z 23 na 24 czerwca kierując się w stronę Karpat). Po odejściu oddziałów AL i radzieckich liczba partyzantów w okrążonym zgrupowaniu spadła z ok. 5000 do ok. 1200.

## Podłoże bitwy
W czerwcu 1944 r. hitlerowcy przeprowadzili dwie wielkie akcje przeciwpartyzanckie – Sturmwind I, która miała miejsce w Lasach Janowskich oraz Sturmwind II, która odbyła się w Puszczy Solskiej. Głównymi celami tych akcji było zniszczenie niezwykle licznych tutaj oddziałów partyzanckich (patrz hasło: powstanie zamojskie), które nie tylko paraliżowały niemiecką komunikację, ale całkowicie uniemożliwiały dostęp do znajdujących się w lasach wsi czy nawet dużych miast (z Biłgorajem Niemcy byli zmuszeni utrzymywać komunikację lotniczą lub wysyłać tam silnie ubezpieczone konwoje). Takie miasteczka jak Józefów Biłgorajski, ich okolice oraz lasy Puszczy Solskiej były pod całkowitą kontrolą partyzantów – głównie z AK i BCh, ale także z AL i partyzantki radzieckiej. W 1944 r. sytuacja ta stała się dla Niemców niezwykle groźna – uniemożliwiało to odwrót wojskom hitlerowskim cofającymi się przed Armią Czerwoną, poza tym jednostki wciągnięte w zwalczanie partyzantki mogły stanowić dużą wartość na froncie wschodnim.
Akcja Sturmwind II przeprowadzona została w drugiej połowie czerwca 1944 (poprzednia akcja Sturmwind I przeprowadzona w pierwszej połowie czerwca w Lasach Janowskich zakończyła się fiaskiem). Do jej przeprowadzenia użyto olbrzymiej ilości wojsk Wehrmachtu, SS, jednostek pancernych i lotniczych. Cała Puszcza została okrążona, a zgrupowane w niej jednostki partyzanckie znalazły się w niekorzystnej sytuacji militarnej. Partyzanci AL po ciężkich walkach wydostali się z okrążenia w okolicach wsi Górecko Kościelne, partyzanci radzieccy wyszli z kotła w okolicach wsi Kozaki. Oddziały AK w wyniku nieporozumienia nie przebiły się razem z jednostkami radzieckimi, ale zostały wewnątrz okrążenia. Dowódca, Inspektor Zamojski AK mjr Edward Markiewicz ps. „Kalina”, wydał rozkaz zaszycia się w głąb lasów, mając nadzieję, że Niemcy nie odważą się tam wejść (tak jak podczas wcześniejszych operacji). Jednakże wbrew oczekiwaniom „Kaliny”, hitlerowcy w swoim zamiarze całkowitej likwidacji partyzantki na Zamojszczyźnie cały czas zaciskali pierścień okrążenia, spychając coraz bardziej znużone oddziały partyzanckie w bagniste widły rzek Tanew i Sopot, gdzie znalazły się 24 czerwca. Tego samego dnia „Kalina” w tajemniczych okolicznościach poniósł śmierć (prawdopodobnie popełnił samobójstwo, wcześniej przeżył załamanie nerwowe spowodowane tym, iż obwiniał się za ciężką sytuację AK-owców), a od zgrupowania odłączyły się oddziały AK Jana Kryka „Topoli” i BCh Józefa Mazura ps. „Skrzypik”, które postanowiły wyjść z okrążenia na własną rękę. Dowództwo zgrupowania objął dotychczasowy zastępca „Kaliny” rtm. Mieczysław Rakoczy ps. „Miecz”, który kilka godzin później zrzekł się go na rzecz por. Konrada Bartoszewskiego ps. „Wir”.

## Przebieg bitwy

### Rozbicie oddziałów „Skrzypika” i „Topoli”

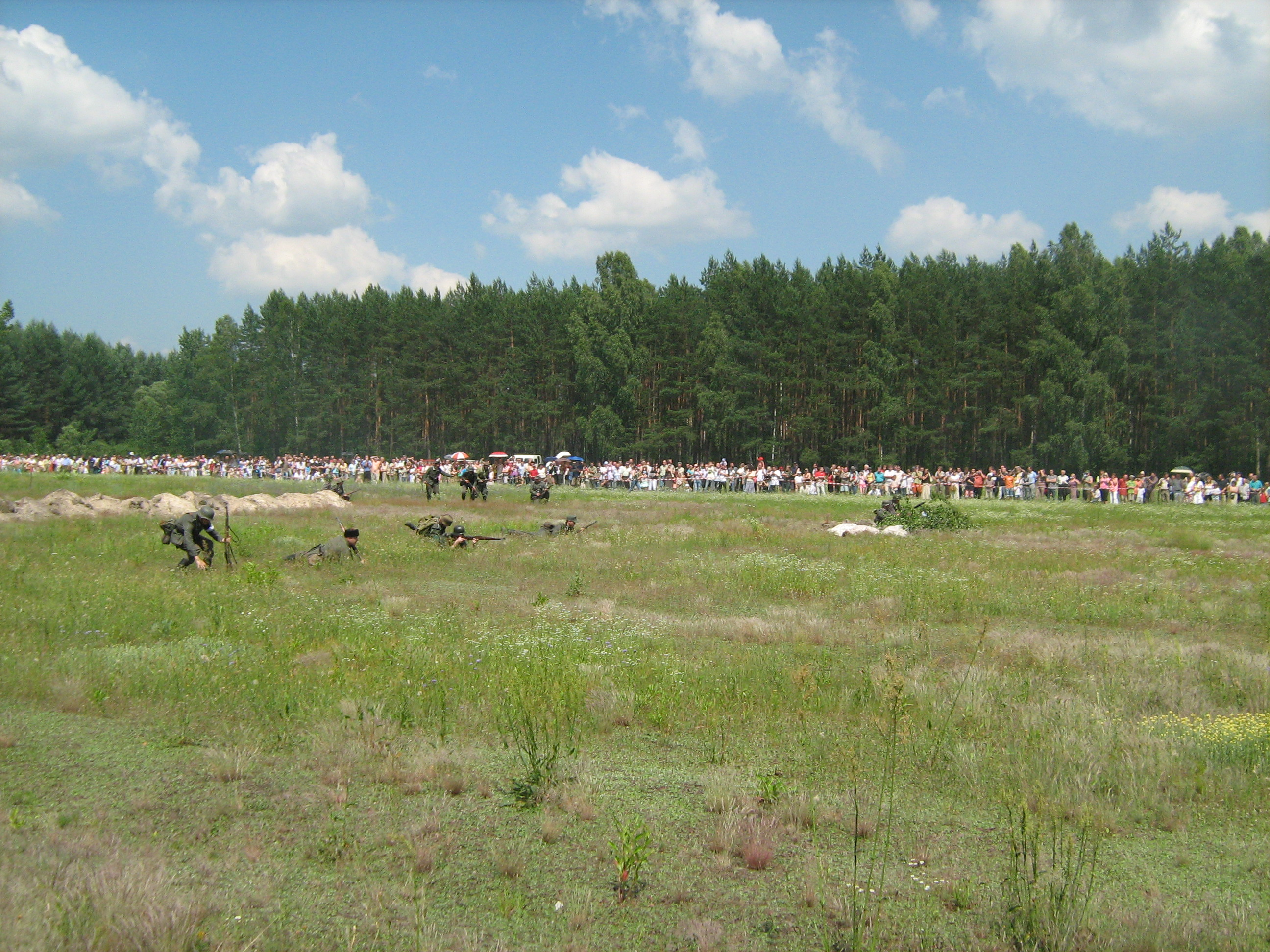
Rekonstrukcja historyczna bitwy pod Osuchami w jej 65. rocznicę 28 czerwca 2009

W nocy z 24 na 25 czerwca oddziały AK „Topoli” i BCh „Skrzypika”, po odłączeniu od głównego zgrupowania, podeszły pod drogę łączącą wsie Fryszarka i Borowiec, która była jedną z linii okrążenia. Około godziny 01:30 rozpoczął się silny szturm. Oba oddziały, pomimo dużej desperacji i heroizmu, zostały powstrzymane. Partyzanci dostali się pod ostrzał artylerii i broni maszynowej. AK-owcy „Topoli” w dodatku trafili na pole minowe i nie mogli ani ruszyć do przodu, ani do tyłu. Słabo uzbrojeni nie mieli szans przeciwstawić się dobrze okopanym hitlerowcom. Po dwóch godzinach zdziesiątkowane oddziały w chaosie wycofały się. Ich resztki, pomimo prób przegrupowania, poszły w rozsypkę. Obaj dowódcy – „Topola” i „Skrzypik” zginęli.

### Przegrupowanie głównych jednostek zgrupowania
W tym samym czasie gdy oddziały „Topoli” i „Skrzypika” walczyły o wydostanie się z okrążenia, główne jednostki zgrupowania, zgodnie z planem nakreślonym przez „Wira”, dotarły do wsi Osuchy. Następnie zajęły pozycje do natarcia po południowej stronie rzeki Sopot, na długości ok. 5 km. Najbardziej wysunięty na północ był oddział BCh Antoniego Wróbla ps. „Burza”, na jego lewym skrzydle stał oddział BCh Jana Kędry ps. „Błyskawica”; dalej stały oddziały: BCh Stanisława Basaja „Rysia”, AK Adama Haniewicza „Woyny”, AK Józefa Steglińskiego „Corda”, a najbardziej na południe wysunięty był oddział AK Konrada Bartoszewskiego „Wira”. Naprzeciwko partyzantów, wzdłuż drogi Fryszarka – Osuchy (równoległej do Sopotu od strony północnej) znajdowały się silnie umocnione pozycje niemieckie. Zadaniem partyzantów było silnym szturmem przerwać hitlerowską linię, a następnie szybkim marszem odejść w kierunku północno-zachodnim i oderwać się od jednostek wroga.

### Szturm
O świcie 25 czerwca partyzanci rozpoczęli uderzenie. Pierwsze do ataku ruszyły oddziały BCh, a kilkanaście minut później AK-owcy.

#### Walki oddziału „Rysia”
Żołnierze z oddziału „Rysia” rozpoczęli szturm na swoim odcinku ustawiając się w tyralierę i zachowując całkowitą ciszę. Pod osłoną mgły szybko pokonywali niebezpieczną otwartą przestrzeń, jaka dzieliła ich od Sopotu. W odległości ok. 150 m od rzeki partyzanci wpadli na pole minowe. Wielu żołnierzy natychmiast poniosło śmierć, a wybuchy min ostrzegły Niemców. Natychmiast otworzono ogień i rozpoczęto natarcie na niemieckie pozycje. Tymczasem Niemcy, dobrze przygotowani, od razu otworzyli ogień z broni maszynowej i granatników, chwilę później włączając do walki artylerię. Mimo ciężkich strat partyzanci kontynuowali natarcie. Dwa plutony dotarły do rzeki i zasypały niemieckie pozycje granatami. Jednakże fakt, że żołnierze dziesiątkowani przez niemiecki ostrzał poruszali się po polu minowym, zmusił do wydania rozkazu wycofania się. Partyzanci wrócili na pozycje wyjściowe.

#### Walki oddziałów „Burzy” i „Błyskawicy”
Oddziały „Burzy” i „Błyskawicy” znajdujące się na prawym skrzydle oddziału „Rysia” uderzenie rozpoczęły tuż po tym pierwszym. Zaalarmowani przez atak oddziału „Rysia” Niemcy natychmiast otworzyli ogień na linię natarcia partyzantów „Błyskawicy” i „Burzy”. Żołnierze BCh, częściowo osłaniani przez rosnące tutaj krzewy, dotarli do rzeki i pod silnym ostrzałem sforsowali ją. Po krótkiej walce pierwsza linia niemiecka została przełamana. Natarcie było kontynuowane, lecz partyzantom nie udało się już przełamać drugiej linii, która znajdowała się w lesie ok. 300 m dalej. W miejscu tym rozpoczęła się walka i atak został zatrzymany. Kilku partyzantom w zamieszaniu udało się przejść przez tę i kolejną linię okrążenia, lecz były to jednostki. Pozostali żołnierze, wśród nich dowódcy „Burza” i „Błyskawica”, wycofali się na pozycje wyjściowe w głąb okrążenia. Tam byli zmuszeni powstrzymać niemieckie kontrnatarcie, które rozwinęło się głównie na odcinku bronionym przez oddział „Rysia”. Po bardzo ciężkiej walce i poniesieniu wielu strat Niemcy przełamali partyzancką obronę. Dzięki słusznym decyzjom dowódców plutonów jednostki wycofały się w głąb lasu nie ponosząc już dużych strat.

#### Walki oddziału „Woyny”
Równocześnie z partyzantami z BCh atak rozpoczął znajdujący się na lewym skrzydle oddziału „Rysia” oddział AK pod dowództwem „Woyny”. Oddział ten, dysponujący najlepszym uzbrojeniem wśród polskich oddziałów i świetnie wyszkolony z wielkim impetem uderzył na pozycje wroga. Wykorzystując swoją dużą siłę ogniową, pomimo zaciętej obrony Niemców, partyzanci szybko przebiegli odkrytą przestrzeń oddzielającą ich od rzeki, a następnie sforsowali ją i błyskawicznie złamali pierwszą linię okrążenia. Następnie zaatakowano drugą linię, lecz tutaj szturm się załamał. Niemcy do walki rzucili świeże oddziały, które zahamowały Polaków. Mimo to część partyzantów przebiegła drugą linię i zaatakowała ostatnią, trzecią. Podczas walki wręcz Niemcy zdobyli przewagę nad AK-owcami, którzy byli zmęczeni dotychczasowymi przemarszami wewnątrz kotła. Podczas walki wręcz żołnierze zostali rozdzieleni przez gęsto rosnące drzewa, co zaowocowało dezorganizacją po obu stronach. Niemcy rozpoczęli zmasowany ostrzał, a Polacy, którzy nie mieli możliwości wycofania się, zostali całkowicie wybici. Resztki, w tym „Woyna”, cofnęli się do środka kotła.

#### Walki oddziału „Corda”
Oddział AK pod dowództwem „Corda” atak rozpoczął w chwili, gdy pozostałe walki były w punkcie kulminacyjnym. Jednostka ta znajdowała się po południowej stronie oddziału „Woyny”. Zanim oddział rozpoczął natarcie, do „Corda” zgłosiła się delegacja wysłana przez rannych partyzantów, którzy prosili o pozwolenie pójścia tuż za nacierającymi, aby wraz z nimi wyjść z okrążenia. „Cord”, nie chcąc narażać rannych na niebezpieczeństwo, oraz biorąc pod uwagę to, że mogli oni być przeszkodą podczas bitwy, nakazał im pozostać wewnątrz kotła, jednocześnie obiecując powrót po nich już po przełamaniu niemieckich linii.
Żołnierze rozwinęli tyralierę i zachowując ciszę ruszyli do natarcia. Udało się niepostrzeżenie dotrzeć do rzeki i szybko ją sforsować. Po przejściu Sopotu rozpoczęto szturm. Tuż po rozpoczęciu walki słabo uzbrojeni partyzanci „Corda” zostali przyduszeni do ziemi przez zmasowany ogień broni maszynowej, przy czym największe zniszczenie wśród nich siał ciężki karabin maszynowy znajdujący się na tzw. „Krzywej Górce”. Gniazdo tego karabinu zostało zaatakowane przez grupę partyzantów, nad którymi dowodzenie osobiście objął „Cord”. Chwilę później karabin ten został zniszczony przy użyciu granatów.
Oddział ponownie rozpoczął natarcie. Poprzez pola partyzanci biegli ostrzeliwani przez broń maszynową, granatniki i artylerię. Przebycie 400-metrowej otwartej przestrzeni od rzeki do lasu życiem przypłaciło 36 partyzantów, a wielu zostało rannych, w tym dowódca. Chwilę później Polacy dotarli do pierwszej linii i przełamali ją. Niemcy w popłochu opuszczali stanowiska, siejąc zamęt i chaos. Po krótkich walkach zostały przełamane dwie kolejne linie okrążenia i wyjście stało otworem. Rozwścieczeni hitlerowcy natychmiast przeprowadzili zmasowany atak na tę wyrwę, co zaowocowało śmiercią wielu partyzantów. Niektórzy Polacy nie wytrzymali nerwowo i cofnęli się w głąb okrążenia. Ci, którzy nie zdążyli wyjść po wycofaniu Niemców, zostali wybici. Ciężko ranny „Cord”, mogąc wyjść z okrążenia i uratować swoje życie, zawrócił po rannych i chorych, którym obiecał wyprowadzić ich z okrążenia. Po dotarciu do rzeki zginął od postrzału w głowę.
Poprzez otwór w niemieckiej obronie udało się wyjść jedynie pojedynczym partyzantom, reszta zginęła. Oddział „Corda” przestał istnieć. Większość żołnierzy z tego oddziału pochodziło z biednej wioski Wola Mała, znajdującej się na peryferiach Biłgoraja.

#### Walki oddziału „Wira”
Oddział pod dowództwem „Wira” (tzw. „kompania józefowska”) zaatakował równocześnie z oddziałem „Corda”, który znajdował się po jego prawej, północnej stronie. Podobnie jak żołnierze „Corda” partyzanci „kompanii józefowskiej” rozciągnęli się w tyralierę, sforsowali Sopot i rozpoczęli szturm na pozycje niemieckie. Gdy Polacy znajdowali się ok. 150 m od okopanych przy drodze Fryszarka – Osuchy Niemców, hitlerowcy otworzyli ogień. Wtedy partyzanci z okrzykiem „hura” ruszyli na niemieckie stanowiska. Jednakże część partyzantów cofnęła się, część została w miejscu, a cześć zginęła – powodem tego była mgła, która skutecznie dezorganizowała dowodzenie. Zaraz na początku natarcia koń „Wira” został postrzelony, co było dużym problemem, gdyż wcześniej dowódca był ranny w nogę. Upadek spowodował duże obrażenia u „Wira” i żołnierze musieli go znieść z pola walki. Po przejściu rzeki rozpoczęła się strzelanina, podczas której zginęło wielu partyzantów. Po krótkotrwałych walkach żołnierze wyszli z okrążenia.
Oprócz oddziału „Wira” przebijały się tędy dwa plutony BCh z oddziału „Rysia”, które wcześniej podczas walki się od niego odłączyły. Tą samą drogą z okrążenia wyszły pojedyncze jednostki AL, które nie wydostały się stąd wcześniej. Między partyzantami „Wira” znajdowali się również: Marian Gołębiewski ps. „Irka” (komendant Rejonu AK Hrubieszów) i por. lek. Lucjan Kopeć ps. „Radwan” (komendant szpitala leśnego Obwodu AK Biłgoraj).

## Finał bitwy

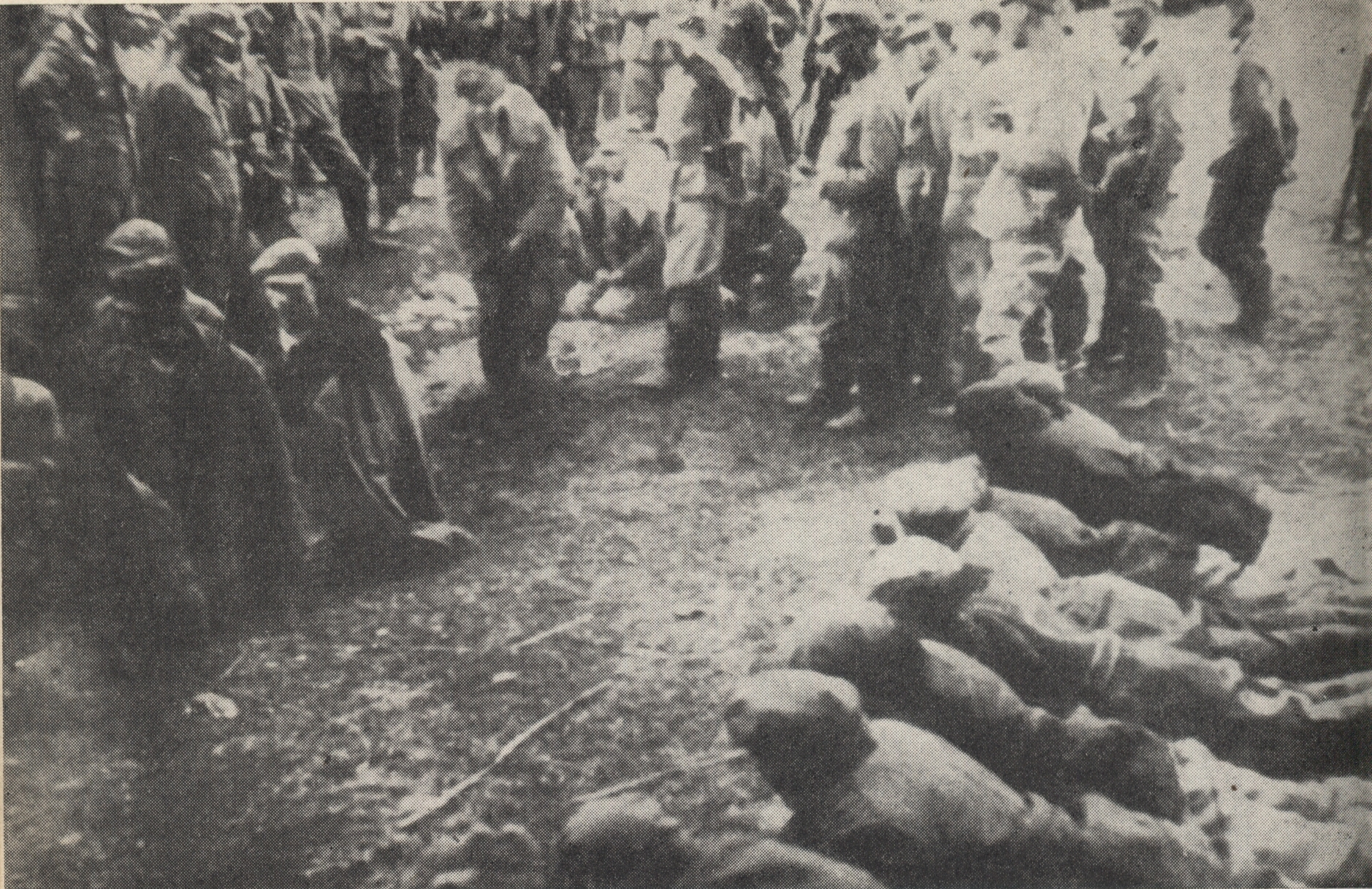
Egzekucja wziętych do niewoli partyzantów. Uroczysko Mariarze, 25 czerwca 1944

Partyzanci, którzy nie wydostali się z okrążenia, zostali przez Niemców zepchnięci do bagien. Tutaj próbowali stawiać zorganizowany opór (ci, którzy nie zostali rozbici w poprzednich walkach – oddziały „Rysia” oraz resztki oddziałów „Burzy”, „Topoli”, „Skrzypika”, i „Błyskawicy”), a potem próbowali się ukrywać. Nielicznym udało się na tyle ukryć, że Niemcy ich nie znaleźli – na drzewach, w bagnach, zaroślach. Ci, których odnaleziono, zanim zginęli lub dostali się w ręce niemieckie, zaciekle bronili się – do legendy przeszła śmierć por. „Woyny”, który bronił się tak zażarcie, że zabił kilkunastu lub być może kilkudziesięciu Niemców, a zginął dopiero po obrzuceniu dużą ilością granatów. Tragiczny los spotkał rannych, którym nikt nie mógł udzielić pomocy – ci umierali w męczarniach. Wielu nieprzytomnych zostało ukrytych przez kolegów, którzy nie mogli ich potem odnaleźć.
Po dokładnym spenetrowaniu lasów Niemcy schwytanych partyzantów wywieźli do obozów przejściowych w Biłgoraju i Zwierzyńcu, a następnie do obozów śmierci w Majdanku i Bełżcu. Duża część złapanych była mordowana na miejscu – podobny los spotkał mieszkańców Osuch i okolicznych wiosek. Ponad 60 osób zostało rozstrzelanych na początku lipca w lesie Rapy na peryferiach Biłgoraja.

## Upamiętnienie

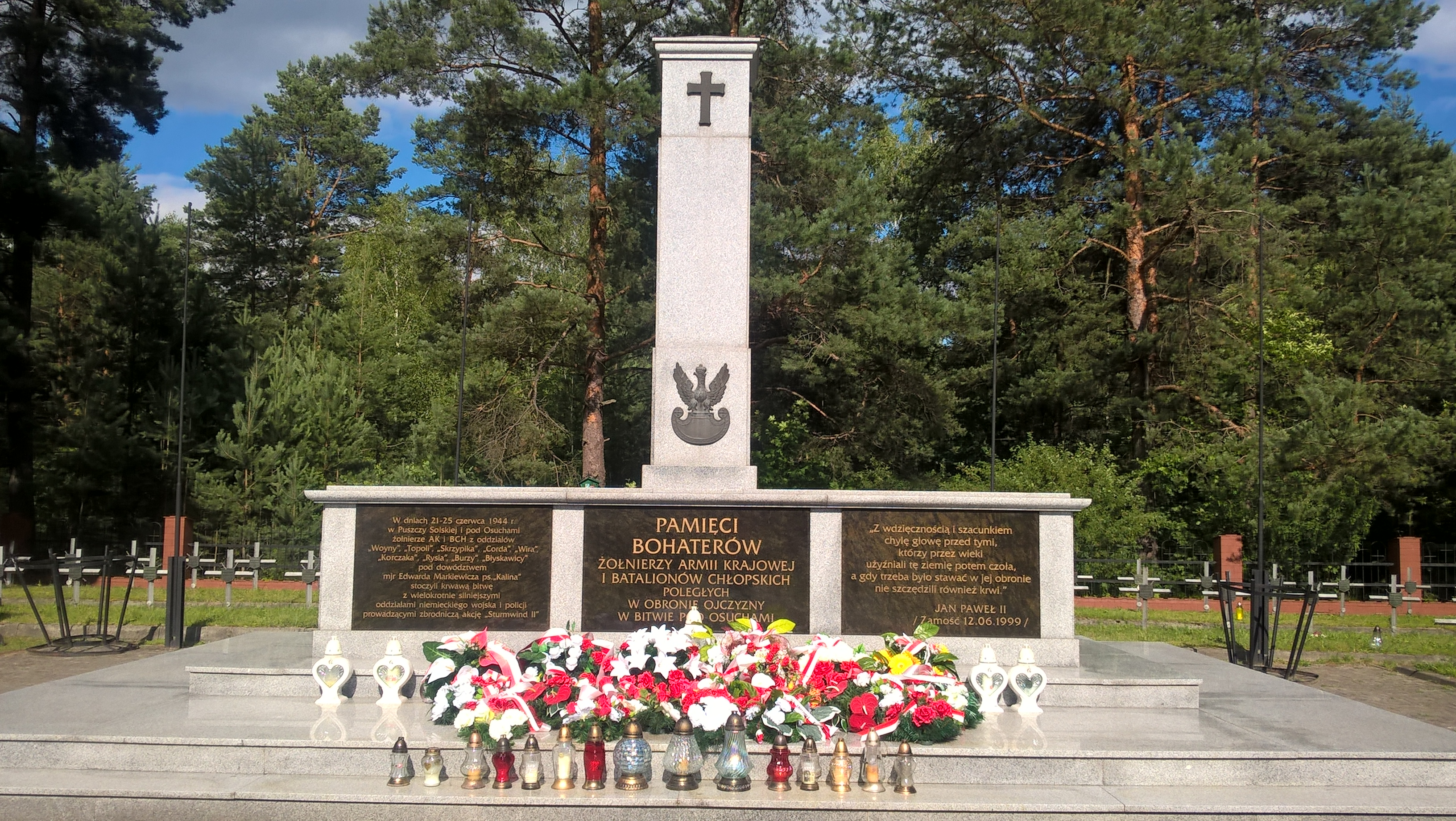
Pomnik pamięci poległych żołnierzy AK i BCh w bitwie pod Osuchami w Osuchach

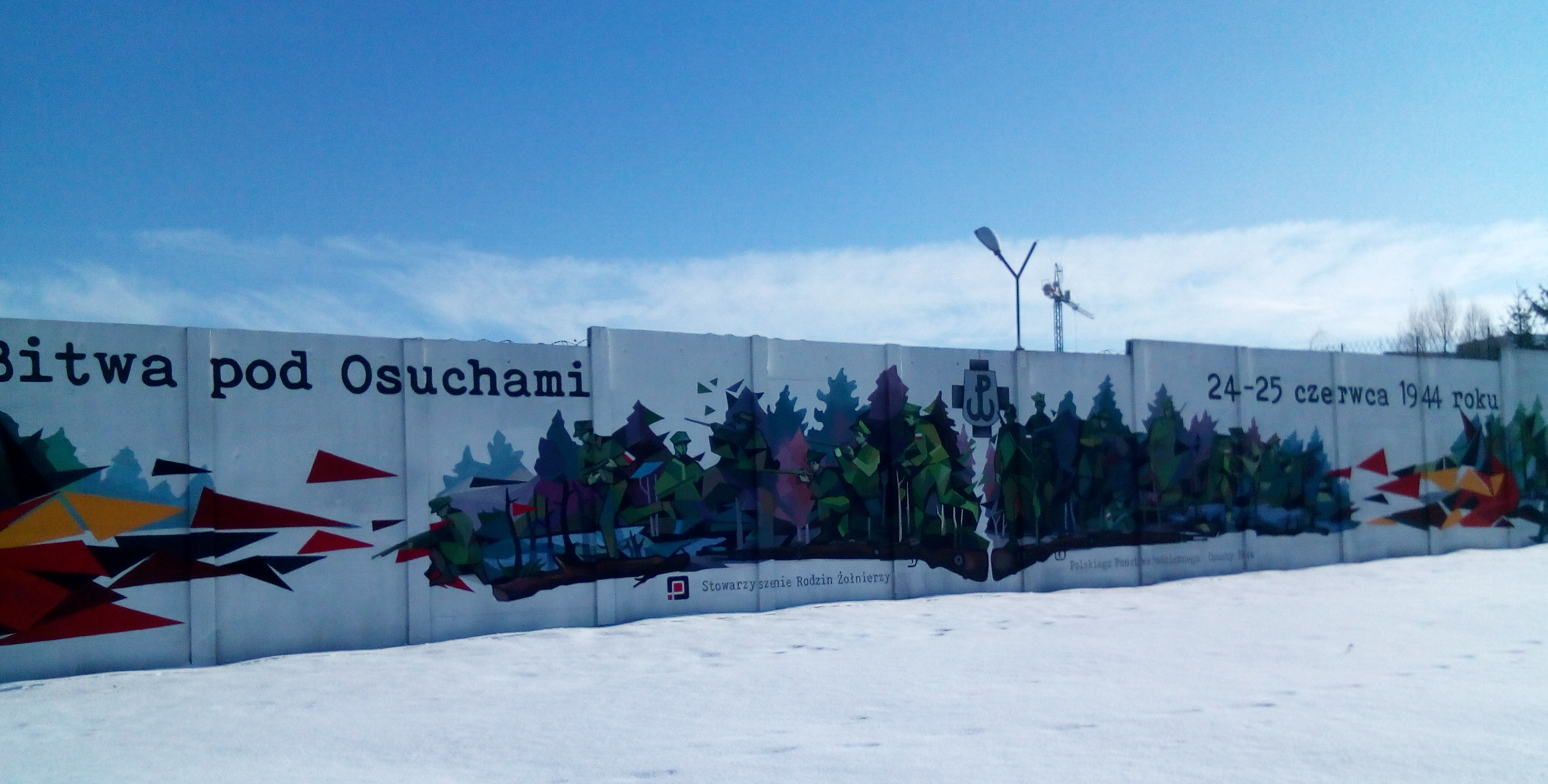
Bitwa pod Osuchami, mural na ścianie przy Alejach Jana Pawła 2 i ul. Hrubieszowskiej w Zamościu

Zbrodnie dokonane na polskich partyzantach przez niemieckich żołnierzy, zostały po 1990 r., upamiętnione na Grobie Nieznanego Żołnierza w Warszawie napisem na jednej z tablic „OSUCHY 25 – 26 VI 1944”. Około 300 poległych uczestników bitwy zostało pochowanych w nekropolii przy drodze z Józefowa do Łukowej na północ od Osuch.
Poeta Jan Szelc napisał wiersz pt. Błędne ognie (żołnierzom AK poległym w Osuchach), wydany w tomiku poezji pt. Gwiazda Małej Rawki w 1993.
30 września 2018 odsłonięto mural poświęcony bitwie pod Osuchami na ścianie Zakładu Karnego w Zamościu przy ulicy Hrubieszowskiej. Ma on 47 metrów długości i 3 metry wysokości. Autorką dzieła jest artystka Agnieszka Rzeźniak, absolwentka ASP we Wrocławiu. Recenzji artystycznej dokonał artysta malarz Ignacy Czwartos. Mural powstał z inicjatywy Stowarzyszenia Rodzin Żołnierzy Polskiego Państwa Podziemnego.
W dawnej szkole w Osuchach planuje się otwarcie Muzeum Partyzantów Polskich. Stanem na koniec stycznia 2025 roku prace remontowo-budowlane, jak i uporządkowanie terenu wokół budynku, były na ukończeniu. Brakowało jednak pieniędzy na ekspozycję.